# Szirbik Antal
Szirbik Antal (Makó, 1888. augusztus 15. – Budapest, 1971. június 7.) magyar költő, író, publicista, a zöld gondolat egyik magyarországi előfutára.

## Élete
Egyszerű családból származott. Apja napszámos volt, fiatalon mészárosinasként dolgozott. Később Vas megyében gazdasági hivatalnok lett és autodidakta módon képezte magát, majd Budapestre került és írni kezdett. Rákosi Jenő fedezte fel, s adott neki elsőként teret lapjában. Nemsokára a Nyugat folyóirat és Ady Endre elleni támadásaival hívta fel magára a figyelmet, főleg a Rákosi-Ady vita keretében. Írásait naiv konzervativizmus és dilettáns forma, egyszerűség jellemzi, ugyanakkor azok a természet-szemléletet és az istenélményt valamint az erkölcs és a világ egyetemességét tematizálják. A harmónia könyve című művéért megkapta Budapest 1918-21. évi összevont irodalmi nagydíját. Ekkor már Dunaharasztiban egyszerű életmódot élt. Baráti kapcsolatban állt az akkoriban Budapesten élő indiai irodalomtudóssal, fényképésszel és szikh nemessel Sirdar Umraosingh Sher-Gil-lel, Amrita Sérgil festőművész apjával. Az ő fordításában jelent meg A harmónia könyve angolul, Johannes Lang fordításában pedig németül Budapesten. Verseit közölték többek között a Budapesti Hirlap és a Pesti Hirlap napilapok vagy az Életreform folyóirat is.
Mint költő és közéleti személyiség rendkívül vitatott volt. Egyesek a magyar Tagorét illetve Thoreau-t, egy „naiv költőt“, „a magyar irodalom zseniális dilettánsát" látták benne vagy „népi bölcsként“ határozták meg, s 1943-ban hívei irodalmi Nobel-díjra is felterjesztették (nem került azonban mint hivatalos jelölt bejegyzésre). Másoknak „közhelygyűjteményeivel“, „félkegyelmű könyvecskéivel“ egyszerűen egy „habókos különcnek“ illetve „tehetségtelen költőnek“ számított. Mindenesetre a „zöld gondolat“ egyik magyarországi előfutára. 1947 után visszavonultan élt Dunaharasztin saját maga által épített egyszerű házában. Ekkor már nem publikált.

## Művei

### Kötetek
- Fehér dalok, rózsaszín álmok, Makó: 1909.
- Egy költő vallomásai. Életem, szerelmeim, Makó: Gaál kny. 1910.
- Tatár kölykök. Hadüzenet a nyugatosoknak, Budapesti Hírlap Nyomda 1912.
- Tatár versek, Budapesti Hírlap Nyomda 1913.
- A háború metafizikája, Budapest: ifj. Kellner Ernő nyomdája 1915.
- A legmodernebb aesthetika: A régi és az újmódi költészet. Rákosi Jenő, Ady Endre és táboraik a fiziologia szögéből nézve, Budapest: Hoffman Ny. [1916].
- Írások I. A harmónia könyve, Budapest: 1920.
- Schriften. Lichtstralen  den verirrten Menschen, Budapest: Budapesti Hirlap k. 1921 (fordítás és bevezető: Johannes Lang)
- Writings, Vol. 1, Budapest: [1924] (Sirdar Umraosingh Sher-Gil fordításában)
- Írások I. A harmonia  könyve, 2. kiadás, Budapest: Révai,  [1926] (Sirdar Umraosingh Sher-Gil bevezetőjével).
- Írások II. Igazságok könyve, Budapest: Tisza testvérek 1927.
- Írások III. Törvények könyve, Budapest: Tisza testvérek 1927.
- Írások IV. A harmónia dalai, 1933.
- Írások V. Az uj  élet könyve, Budapest: Tisza Testvérek, [1940].
- Versek I. Ifjúság. Hangulat. Élet. Bölcselkedés (zenemű melléklettel), Budapest: Tisza Testvérek 1931.
- Versek II. Kiadatlan régi versek. Új versek, Budapest: Tisza Testvérek 1938.
- Versek III. Világszemlélet, filozófia, Budapest: Tisza Testvérek 1941.
- Régi, új, kiadatlan és "kiadhatatlan" versek 1912-1942, S. l. : s. n., s. a.
- Versek IV. Jókedvű versek. (Humor, szatíra, szerelmi élcelődés), Budapest: szerzői magánkiadás 1943.
- Írások V. Az uj élet könyve, 2. kiadás, Budapest: Tisza Testvérek 1947.

### Egyes megjelent versek és írások (válogatás)
- Akácvirágos falun (zenéjét szerzette: Bókay János), nyomtatott kotta, S. l. : s. n., s. a.
- Szegény ember dala, in: Budapesti Hirlap, 1911. január 29., 31. old.
- Patak partján, in: Budapesti Hirlap, 1911. szept. 17., 31. old.
- Guter Rat, in: Lajos Brájjer, Moderne ungarische Dichter (ins Deutsche übertragen von L.B.), Nagybecskerek 1914, Nr. 66.
- Meine erste Liebe, in: Wiener Landwirtschaftliche Zeitung, 1914. április 8., 1. old (E. Blumgrund fordításában).
- Az én utam I-III, in: Pesti Napló, 1916. május 14., 9. old.; május 21., 21. old.; május 28., 21. old.
- Irások (szemelvények), in: Budapesti Hirlap, 1920. márc. 20., 7. old.
- Poéta-ékszer, in: A Pesti Hirlap 1926. évi nagy naptára, 138. old.
- Az igazságot, ha letapossák..., in: Életreform. 1935. IV. Évfolyam 6. szám, 170. old.
- Ha nincs meg az, amit szeretnél..., in: Életreform. 1935. IV. Évfolyam 9-10. szám
- In der Schmiede war ich heute, in: Brájjer, Lajos (ed.): Ungarische Lyrik 1914-1936 (ins Deutsche übertragen von L.B.), Budapest, R. Gergely 1936, 96. old.
- Aki a fákat..., Patak partján, in: Kovács József László: Ráckeve és a Csepel-sziget az irodalomban. Irodalomtörténeti, művelődéstörténeti vázlat (Ráckevei füzetek, 14), Ráckeve-Dunaharaszti 1991, 208-209 old.
- A Tisza-víz, in: Respublika. Versantológia Kossuth Lajos születésének 200. évfordulója alkalmából A Magyar Köztársaság, a Kossuth Lajos Lapja, a Kossuth Zászló és a Dósa Népe c. lapokban publikált versek gyűjteménye (1911-1919), Békéscsaba 2002, 115. o.
- Minden teremtmény védelmében, Hogy szegény vagyok stb., in: Makó története 1920-tól 1944-ig (Makó monográfiája, 6. köt., szerk. Tóth Ferenc), Makó 2004, 680-682 old.

### Recenziók
- Harsányi Lajos: Egy költő vallomásai, in: Élet. Szépirodalmi és kritikai hetilap, 1910. december 11., 748-749. old.